# MTV Nizozemsko
MTVNL nebo MTV Nederland (MTV Nizozemsko) je televizní kanál MTV vysílaný pro nizozemsky a vlámsky mluvící trhy. Tento kanál zahájil své vysílání 12. září 2000 . Před jeho startem byla v Nizozemsku dostupná verze MTV Europe, která zde byla vysílána již od roku 1987.
Kanál je vysílán z kanceláří MTV Networks Benelux v Amsterdamu.

## Lokální pořady
- MTV News
- Rock Chart
- UK Top 10
- M is for Music
- MTV Live

## Mezinárodní pořady
- 16 and Pregnant (16 a těhotná)
- Engine Room
- Euro Top 20
- The Real World
- Cribs
- Best Show Ever
- The City
- The Hills
- Made
- Mr. Meaty
- Miss Farah
- Power Rangers
- True Life
- Wanna Come In?
- The Troop
- The X Effect
- Paris Hilton My New BFF
- Scream Queens
- Supah Ninjas

a další

## Další kanály MTV Networks v Holandsku
- MTV Brand New
- TMF
- TMF NL
- TMF Party
- TMF Pure
- Comedy Central
- Comedy Central Family
- Nickelodeon
- Nick Hits
- Nick Jr
- VH1